# Kaple svatého Antonína Paduánského (Vlčí Hora)
Kaple svatého Antonína Paduánského byla postavena roku 1721 na okraji Vlčí Hory (místní část města Krásná Lípa). Barokní sakrální stavba zanikla po druhé světové válce.

## Historie
Malou kapli zasvěcenou svatému Antonínu Paduánskému dal roku 1721 postavit v lokalitě dříve zvané Hohe Stelle (část vsi Vlčí Hora) bělič Johann Christoph Hesse. Stavbu umístil na svůj pozemek u domu čp. 100. Udržována byla rodinou Hesseových, a to až do 20. století. V úterý po svátku Nanebevstoupení Páně chodilo kolem kaple každoročně procesí, které začínalo u kostela svatého Martina v Brtníkách a končilo u Žebrácké kaple ve Vlčí Hoře. Tuto tradici a péči o svatostánek přerušila druhá světová válka a následné vysídlení původního obyvatelstva vsi. V poválečném období neudržovaná stavba rychle chátrala a její inventář byl rozkraden. Konečné zkáze dopomohli učni z nedalekého učiliště v Zahradách, kteří zchátralou kapli (již s rozpadlým krovem) v sedmdesátých letech 20. století poničili pomocí dřevěného beranidla. Poté byla kaple zbořena. Ruiny kaple jsou v soukromém vlastnictví, roku 2013 se je pokusilo do svého vlastnictví získat město Krásná Lípa.

## Popis
Nevelká kaple bez oken byla obdélná s trojbokým závěrem. V průčelí byl umístěn půlkruhově zakončený vstup s kamenným ostěním, nad ním zdobila trojúhelníkový štít malá nika s obrazem Vzkříšení Krista malovaným na dřevě. Fasádu členily na nárožích lizény. Střechu bez věže pokrýval šindel. Interiér tvořil dřevěný oltář, větší množství obrazů, krucifix a sádrové sošky. Nic z vybavení kaple se nedochovalo.

## Galerie

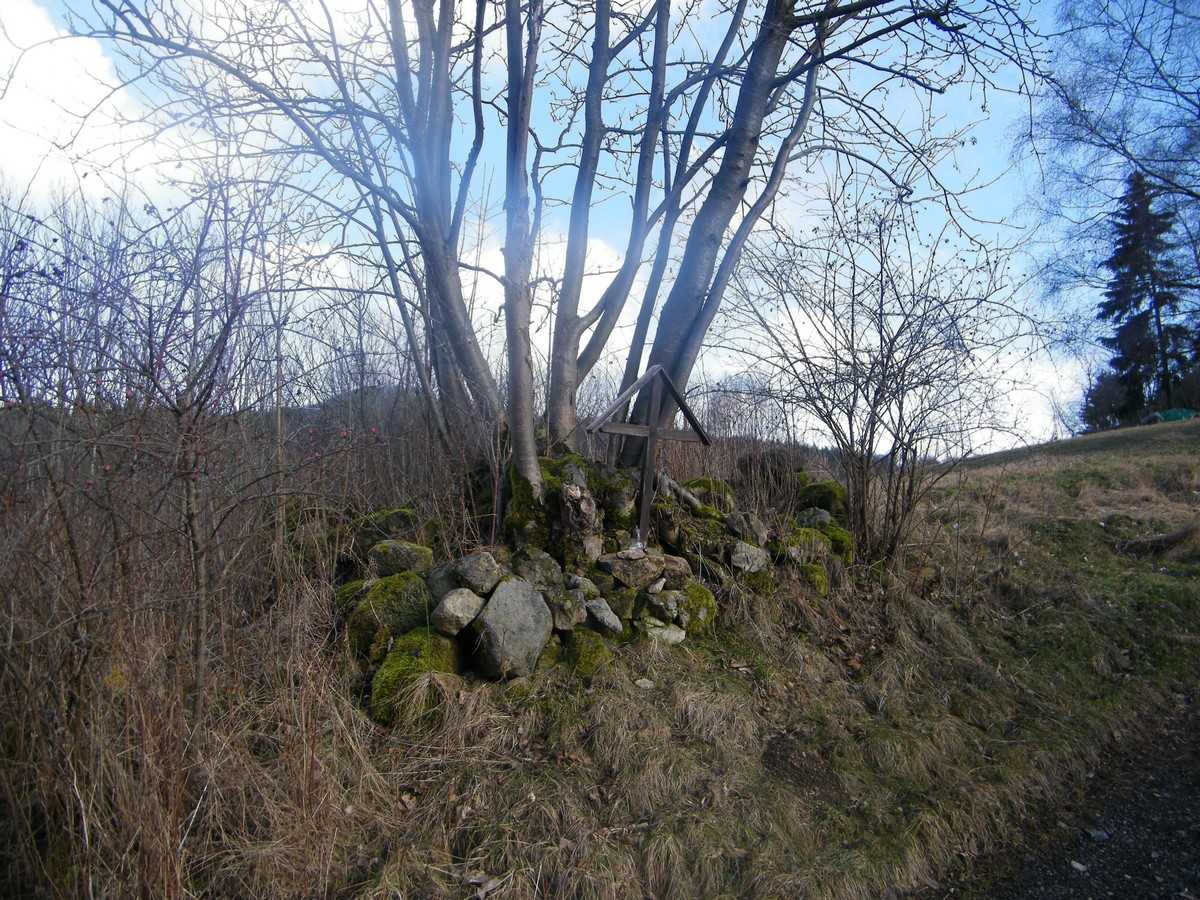
Ruiny kaple (2016)
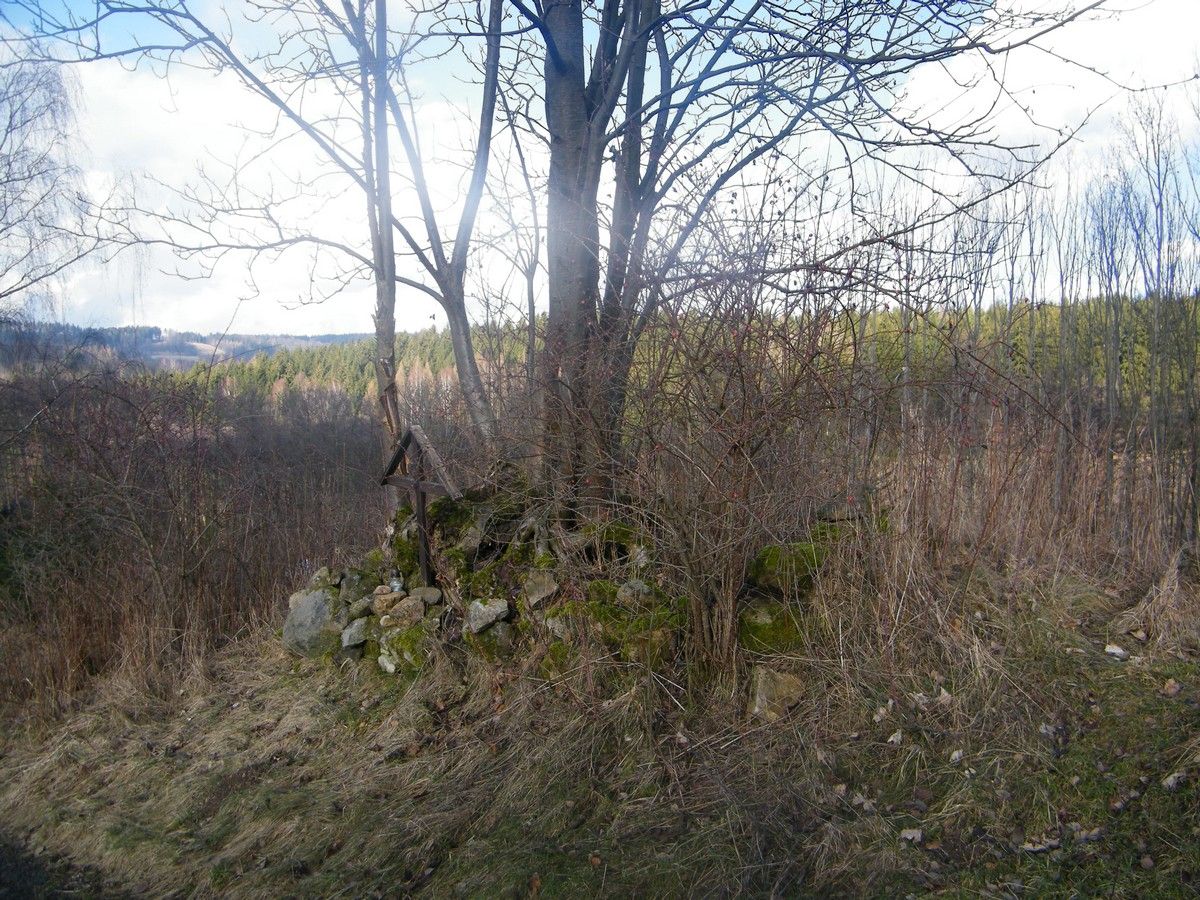
Ruiny kaple (2016)